# Mnesarchaea acuta
Mnesarchaea acuta is een vlinder uit de familie van de Mnesarchaeidae. De wetenschappelijke naam van de soort is voor het eerst geldig gepubliceerd in 1929 door Philpott.